# 東亞昂氏蘚
東亞昂氏蘚（学名：Aongstroemia orientalis）为曲尾蘚科昂氏蘚屬下的一个种。